# Cayce (Carolina do Sul)
Cayce é uma cidade localizada no estado norte-americano de Carolina do Sul, no Condado de Lexington.

## Demografia
Segundo o censo norte-americano de 2000, a sua população era de 12.150 habitantes.
Em 2006, foi estimada uma população de 12.597, um aumento de 447 (3.7%).

## Geografia
De acordo com o United States Census Bureau tem uma área de
29,1 km², dos quais 28,2 km² cobertos por terra e 0,9 km² cobertos por água.

## Localidades na vizinhança
O diagrama seguinte representa as localidades num raio de 8 km ao redor de Cayce.